# Diores chelinda
Diores chelinda is een spinnensoort in de taxonomische indeling van de mierenjagers (Zodariidae).
Het dier behoort tot het geslacht Diores. De wetenschappelijke naam van de soort werd voor het eerst geldig gepubliceerd in 1990 door Rudy Jocqué.